# ستوديو الفن
ستوديو الفن هو برنامج تلفزيوني كان يعرض على قناة أل بي سي لاختيار فنانين عن طريق لجنة التحكيم.
من خريجيه رويدا المحروقي, راغب علامة، ماجدة الرومي، ماري سليمان، وائل كفوري، رامي عياش، وائل جسار، إليسا، علاء زلزلي، نوال الزغبي، ميريام فارس، سوزان تميم، ساندرا والظاهرة الفنية باسم فغالي وغيرهم من النجوم، وذلك تحت إشراف سيمون أسمر
وإعداد الاعلامي رشاد بيبي.
وتتألف لجنة التحكيم من مجموعة من أهل الثقافة الفن والأدب، وغيرم من الأكاديميين وأصحاب الاختصاصات الفنية من كل الفئات، كالغناء، الشعر، تقديم البرامج، الرقص الشرقي، العزف الموسيقي، تقديم الأزياء وغيرها من المواهب الأخرى.
توقف البرنامج عن الإنتاج لفترة طويلة وعاد اليوم المخرج سيمون أسمر إلى إعادة إنتاجه ولكن هذه المرة مع قناة الـ أم. تي. في اللبنانية.